# Taras Wozniak
Taras Stepanowycz Wozniak (ukr. Тарас Степанович Возняк) (ur. 11 maja 1957 we wsi Swaryczów (ukr. Сваричів) w rejonie rożniatowskim obwodu stanisławowskiego) – ukraiński kulturoznawca, politolog, naczelny redaktor niezależnego kulturoznawczego kwartalnika „Ji”, od września 2016 dyrektor generalny Lwowskiej Galerii Sztuki im. Borysa Woźnickiego, laureat Nagrody im. Wasyla Stusa (2021).

## Życiorys
Urodził się po powrocie ojca z pobytu w latach 1945–1956 na zesłaniu do Magadanu. Jego rodzina zamieszkała w miasteczku Broszniów-Osada w rejonie rożniatowskim obwodu stanisławowskiego.
W latach 1974–1979 studiował na Politechnice Lwowskiej. W latach 1980–1984 służył w Armii Sowieckiej w stopniu oficera. W tym czasie zajmował się tłumaczeniem dzieł filozoficznych Edmunda Husserla, Romana Ingardena, Gabriela Marcela, Martina Heideggera, Hansa-Georga Gadamera i Maxa Schelera.
Po demobilizacji w roku 1984 pracował jako programista w Lwowskiej Fabryce Urządzeń Frezerskich. Pod hasłem zainicjowanej przez Michaiła Gorbaczowa „Głasnosti” został aktywistą demokratyzacji i współorganizatorem pierwszego na Ukrainie strajku w Lwowskiej Fabryce Urządzeń Frezerskich.
Zbliżył się do nieformalnej grupy intelektualistów nazwanych umownie „szkołą lwowską” działającej w latach osiemdziesiątych we Lwowie.
Organizował wydawnictwo niecenzurowanych publikacji kulturoznawczych (samizdat). Wydawał dzieła Bruno Schulza.
W roku 1987 wraz z Mikołajem Jakowiną rozpoczął przygotowania do wydawania niezależnego czasopisma kulturoznawczego. Nazwę „Ji” zaproponowali ukraiński tłumacz Grigorij Koczur i językoznawca Jurij Szewielow.
Pierwszy numer ukazał się w roku 1989 pod redakcją Tarasa Woźniaka, który kieruje nim do obecnych czasów. Pierwszych pięć numerów powielano kserograficznie w Wilnie z poparciem Sąjūdisu, dopiero w roku 1995 czasopismo zostało zalegalizowane.
Obecnie „Ji” ukazuje się w wersjach papierowej i elektronicznej. Poświęcone jest sprawom społeczeństwa, praw człowieka, stosunków między społecznościami, wielokulturowości, integracji europejskiej, regionalizmu, globalizacji, dialogu ekumenicznego i bieżącej polityce.
Zajmuje się też postaciami 18-wiecznego rzeźbiarza galicyjskiego Jana Jerzego Pinzela, pisarza Bruno Schulza i malarza Zygmunta Haupta.
Od roku 2005 jest współzałożycielem i prezesem Fundacji Współpracy Polsko-Ukraińskiej – Warszawa-Kijów.

## Wybrane publikacje
- Wozniak Т. Teksty i Tłumaczenia, Charków, “Folio”, 1998, 667 s., ISBN 966-03-0382-3.
- Wozniak Т. Filozofja języka, Lwów, «Ї», 2009, 180 s., ISBN 978-966-7007-76-8.
- Wozniak Т. Miasto jako zjawisko, Lwów, „Ї”, 2009, 290 s., ISBN 978-966-7007-77-5.
- Wozniak Т. Eseje filozoficzne, Lwów, «Ї», 2009, 300 s., ISBN 978-966-7007-78-2.
- Wozniak Т. Politologija retrospektywna. Epoka Kuchmy: Lwów, «Ї», 2010, 180 s., ISBN 978-966-378-182-2.
- Wozniak Т. Politologija retrospektywna. Epoka Juszczenki. Długie preludium, Lwów, «Ї», 2010, 264 s., ISBN 978-966-378-183-9.
- Wozniak Т. Politologija retrospektywna. Epoka Juszczenki. Utrata nadziei, Lwów, «Ї», 2010, 202 s., ISBN 978-966-378-184-6.
- Wozniak Т. Politologija retrospektywna. Epoka Janukowicza – I, Lwów, «Ї», 2010, 122 s., ISBN 978-966-378-185-3.
- Wozniak Т. Sztetły galicyjskie jako zjawisko, Lwów, «Ї», 2010, 444 s., ISBN 978-966-7007-96-6.
- Wozniak Т. Tα μετα τα φυσικά Karpat, Lwów, «Ї», 2011, 200 s., ISBN 978-966-24-0577-4.
- Wozniak Т. Bruno Schulz. The Return, Lwów, «Ї», 2012, 218 p., ISBN 978-966-7022-96-9.
- Wozniak Т. Politologija retrospektywna. Epoka Janukowicza – II. No, i mamy swobodę – VO Svobodę, Lwów, «Ї», 2013, 544 s., ISBN 978-966-397-174-2.
- Wozniak Т. Politologija retrospektywna. Epoka Janukowicza – III, Agonia reżymu, Lwów, «Ї», 2010, 456 s.
- Wozniak Т. Фαινόμενο miejsca, Lwów, «Ї», 2014, 106 s., ISBN 978-966-397-176-6.
- Wozniak Т. Geopolityczne konteksty wojnу na Ukrainie, Lwów, «Ї», 2015, 220 s.
- Wozniak Т. Eseje filozoficzne, Kijów, Duch i Litera, 2016, 590 s. ISBN 978-966-378-416-8.
- Wozniak Т. Język i miejsce. Kijów, Duch i Litera, 2017, 467 s.
- Wozniak Т. Politologija retrospektywna. Epoka Poroszenki. Wojna, Lwów, «Ї», 2017, 300 s.,
- Wozniak Т. Politologija retrospektywna. Epoka Poroszenki. Oporność systemu, Lwów, «Ї», 2017, 475 s.,
- Wozniak Т. Bruno Schulz. Powrót. Kijów, Duch i Litera, 2017, 195 s., ISBN 978-966-885369-2.
- Wozniak Т. Judaica Galiciensia, Wozniak Т. Kijów, Duch i Litera, 2017, 546 s., ISBN 978-966-378-507-3.
- Wozniak Т. Eseje kultorologiczne, Kijów, Duch i Litera, 2018, 252 p., ISBN 978-966-378-641-4.
- Wozniak Т. Eseje politologiczne, Kijów, Duch i Litera, 2018, 498 p., ISBN 978-966-378-642-1.
- Wozniak Т. Mała galicyjska encyklopedia: żart i poważnie, Lwów, Rastr 7, 2020, 368 p., ISBN 978-617-7864-38-6.
- Wozniak Т. Eseje o sztuce, Kijów, Duch i Litera, 2020, 258 p., ISBN 978-966-378-772-5.